# Джонсон, Ноубл
Нобл Джонсон (англ. Noble Johnson; 18 апреля 1881, Маршалл, Миссури — 9 января 1978, Юкайпа, Калифорния) — афро-американский актёр и кинопродюсер.

## Биография
Высокий рост, красивое телосложение и черты лица сделали его востребованным актёром. В эпоху немого кино он исполнял роли в сериалах, вестернах и приключенческих фильмах. В основном он играл чернокожих персонажей, но также снимался в ролях индейцев, латиноамериканцев, арабов и даже чёрта в «Аду Данте» (1924).
Нобл Джонсон был дружен с актёром Лоном Чейни, с которым он был одноклассником.
Джонсон был также предпринимателем. В 1916 году он основал свою собственную студию «Lincoln Motion Picture Company», просуществовавшую до 1921 года. Джонсон был президентом компании, снимался в её фильмах, играя одновременно в фильмах других кинокомпаний, таких, например, как «20 000 льё под водой» (1916), вкладывая гонорары из тех фильмов, в «Lincoln».
Первой картиной студии был фильм «The Realization of a Negro’s Ambition» (1916). За четыре года Джонсон сумел сохранить приверженность «Lincoln Motion Picture Company» к афро-американскому кино. В 1920 году он ушёл в отставку с поста президента компании так как больше не мог продолжать совмещать руководство студией с актёрской работой.
В 1920-х годах Джонсон был очень востребован и снялся в таких первоклассных немых фильмах, как «Четыре всадника апокалипсиса» (1921) с Рудольфо Валентино, «Десять заповедей» Сесиля де Милля (1923), «Багдадский вор» (1924), и «Ад Данте» (1924). Он легко адаптировался к звуковому кино, снявшись в фильмах «Таинственный доктор Фу Манчу» (1929), «Моби Дик» (1930), «Мумия» (1932). Он также был Родной главный[уточнить] на острове Черепа в классическом «Кинг-Конге» (1933) (и его продолжение «Сын Конга», 1933) и появился в фильме Фрэнка Капры «Потерянный горизонт» (1937). Одним из его последних фильмов был фильм Джона Форда «Она носила жёлтую ленту» (1949), в котором он играл индейского вождя Красная Рубаха. Прекратил сниматься в 1950 году.
Джонсон умер 9 января 1978 года.

## Фильмография
- 1921 — Четыре всадника Апокалипсиса
- 1923 — Десять заповедей
- 1924 — Багдадский вор
- 1924 — Ад Данте
- 1927 — Когда мужчина любит
- 1927 — Тщеславие
- 1928 — Сол из Сингапура
- 1929 — Таинственный доктор Фу Манчу
- 1930 — Моби Дик
- 1931 — Восток острова Борнео
- 1932 — Самая опасная игра
- 1932 — Мумия
- 1933 — Кинг-Конг
- 1933 — Сын Конга
- 1934 — Убийство в Тринидаде
- 1935 — Она / She — вождь амахаггаров
- 1935 — Жизнь бенгальского улана – Рам Сингх
- 1937 — Потерянный горизонт
- 1949 — Она носила жёлтую ленту